# (6571) Sigmund
(6571) Sigmund (3027 P-L) – planetoida z pasa głównego asteroid okrążająca Słońce w ciągu 3,91 lat w średniej odległości 2,48 j.a. Odkryta 24 września 1960 roku.